# Atletismo nos Jogos Olímpicos de Verão de 2016 - Revezamento 4x400 m feminino

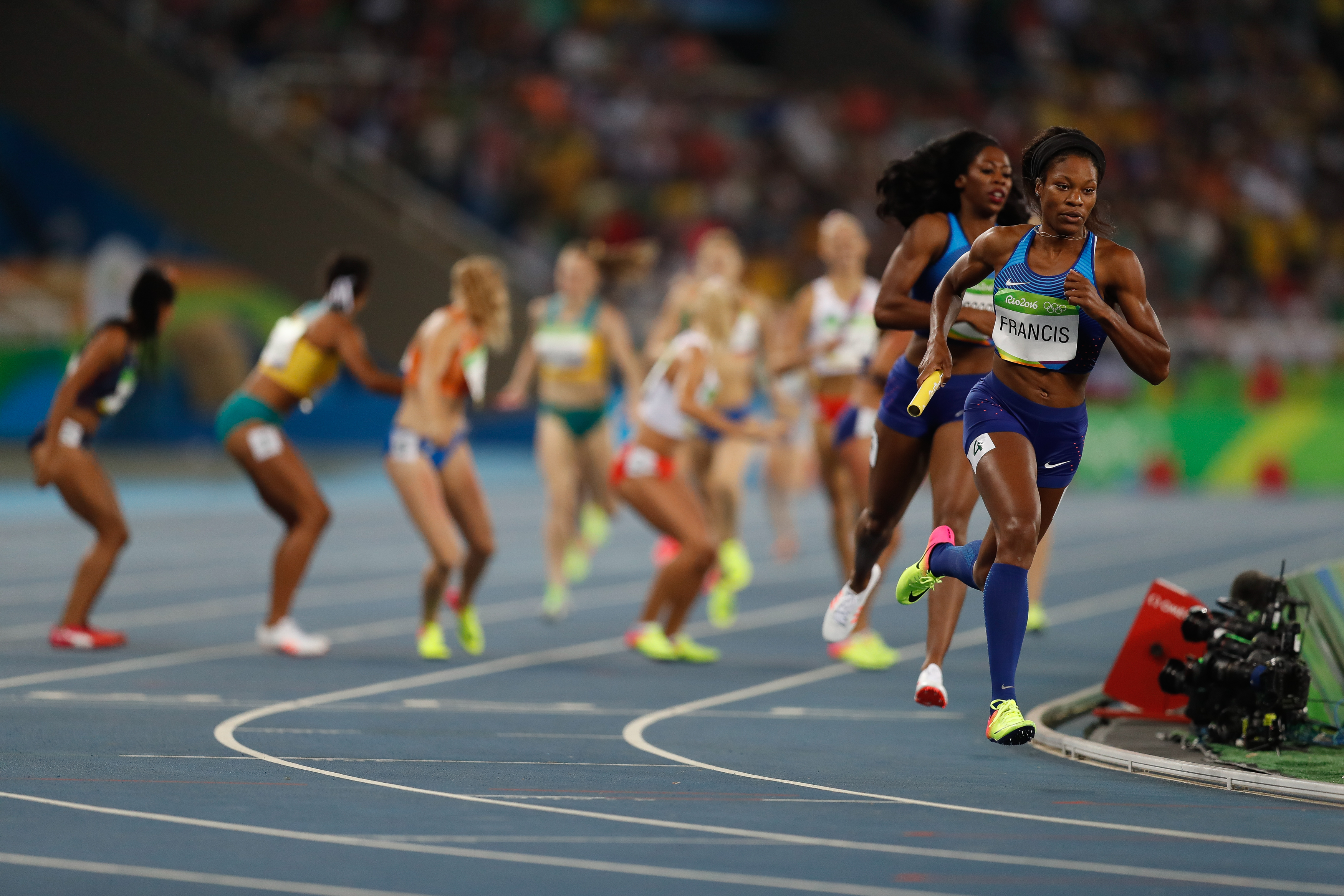
Disputa da primeira bateria eliminatória com liderança dos Estados Unidos.

A competição do revezamento 4x400 metros feminino do atletismo nos Jogos Olímpicos de Verão de 2016 aconteceu entre os dias 19 e 20 de agosto no Estádio Olímpico.

## Calendário
Horário local (UTC-3).
| Data                         | Horário | Fase          |
| ---------------------------- | ------- | ------------- |
| Sexta, 19 de agosto de 2016  | 20:40   | Eliminatórias |
| Sábado, 20 de agosto de 2016 | 22:00   | Final         |

## Medalhistas
|  | USA Estados Unidos                                                                                    |  | JAM Jamaica |  | GBR Grã-Bretanha                                                          |
|  | Allyson Felix Phyllis Francis Natasha Hastings Courtney Okolo Taylor Ellis-Watson* Francena McCorory* |  | Stephenie Ann McPherson Anneisha McLaughlin-Whilby Shericka Jackson Novlene Williams-Mills Christine Day* Chrisann Gordon* |  | Eilidh Doyle Anyika Onuora Emily Diamond Christine Ohuruogu Kelly Massey* |

* Competiu apenas na fase eliminatória.

## Recordes
Antes desta competição, os recordes mundiais e olímpicos da prova eram os seguintes:
| Tipo | Atleta          | Tempo   | Local | Data                 |
| ---- | --------------- | ------- | ----- | -------------------- |
|      | União Soviética | 3:15.17 | Seul  | 1 de outubro de 1988 |
|      | União Soviética | 3:15.17 | Seul  | 1 de outubro de 1988 |

## Resultados

### Eliminatórias
Qualificação: Os primeiros 3 em cada bateria (Q) e os 2 mais rápidos (q) avançam para as finais.

#### Bateria 1
| Pos. | Raia | CON                | Atletas                                                                   | Tempo   | Notas                |
| ---- | ---- | ------------------ | ------------------------------------------------------------------------- | ------- | -------------------- |
| 1    | 4    | USA Estados Unidos | Courtney Okolo, Taylor Ellis-Watson, Francena McCorory, Phyllis Francis   | 3:21.42 | Q,                   |
| 2    | 8    | UKR Ucrânia        | Alina Lohvynenko, Olha Bibik, Tetyana Melnyk, Olha Zemlyak                | 3:24.54 | Q,                   |
| 3    | 2    | POL Polônia        | Małgorzata Hołub, Patrycja Wyciszkiewicz, Iga Baumgart, Justyna Święty    | 3:25.34 | Q,                   |
| 4    | 1    | AUS Austrália      | Jessica Thornton, Anneliese Rubie, Caitlin Sargent-Jones, Morgan Mitchell | 3:25.71 | q,                   |
| 5    | 3    | FRA França         | Phara Anacharsis, Brigitte Ntiamoah, Marie Gayot, Floria Gueï             | 3:26.18 |                      |
| 6    | 6    | NED Países Baixos  | Madiea Ghafoor, Lisanne de Witte, Nicky van Leuveren, Laura de Witte      | 3:26.98 | Recorde nacional     |
| 7    | 5    | ROU Romênia        | Adelina Pastor, Anamaria Ioniță, Andrea Miklós, Bianca Răzor              | 3:29.87 |                      |
| 8    | 7    | BRA Brasil         | Joelma Sousa, Geisa Coutinho, Leticia de Souza, Jailma de Lima            | 3:30.27 | Recorde da temporada |

#### Bateria 2
| Pos. | Raia | CON              | Atletas                                                                            | Tempo   | Notas                |
| ---- | ---- | ---------------- | ---------------------------------------------------------------------------------- | ------- | -------------------- |
| 1    | 4    | JAM Jamaica      | Christine Day, Anneisha McLaughlin-Whilby, Chrisann Gordon, Novlene Williams-Mills | 3:22.38 | Q,                   |
| 2    | 2    | GBR Grã-Bretanha | Emily Diamond, Anyika Onuora, Kelly Massey, Christine Ohuruogu                     | 3:24.81 | Q,                   |
| 3    | 8    | CAN Canadá       | Carline Muir, Alicia Brown, Noelle Montcalm, Sage Watson                           | 3:24.94 | Q,                   |
| 4    | 3    | ITA Itália       | Maria Benedicta Chigbolu, Maria Enrica Spacca, Ayomide Folorunso, Libania Grenot   | 3:25.16 | q,                   |
| 5    | 5    | GER Alemanha     | Laura Müller, Friederike Möhlenkamp, Lara Hoffmann, Ruth Spelmeyer                 | 3:26.02 | Recorde da temporada |
| 6    | 6    | BAH Bahamas      | Lanece Clarke, Anthonique Strachan, Carmiesha Cox, Christine Amertil               | 3:26.36 | Recorde nacional     |
| 7    | 1    | IND Índia        | Nirmala Sheoran, Tintu Lukka, Poovamma Raju Machettira, Anilda Thomas              | 3:29.53 |                      |
| 8    | 7    | CUB Cuba         | Lisneidy Veitía, Gilda Casanova, Roxana Gómez, Daisurami Bonne                     | 3:30.11 | Recorde da temporada |

### Final
| Pos.              | Raia | CON                | Atletas                                                                                       | Tempo   | Notas                |
| ----------------- | ---- | ------------------ | --------------------------------------------------------------------------------------------- | ------- | -------------------- |
| Medalha de ouro   | 6    | USA Estados Unidos | Courtney Okolo, Natasha Hastings, Phyllis Francis, Allyson Felix                              | 3:19.06 | Recorde da temporada |
| Medalha de prata  | 5    | JAM Jamaica        | Stephenie Ann McPherson, Anneisha McLaughlin-Whilby, Shericka Jackson, Novlene Williams-Mills | 3:20.34 | Recorde da temporada |
| Medalha de bronze | 3    | GBR Grã-Bretanha   | Eilidh Doyle, Anyika Onuora, Emily Diamond, Christine Ohuruogu                                | 3:25.88 |                      |
| 4                 | 7    | CAN Canadá         | Carline Muir, Alicia Brown, Noelle Montcalm, Sage Watson                                      | 3:26.43 |                      |
| 5                 | 4    | UKR Ucrânia        | Alina Lohvynenko, Olha Bibik, Tetyana Melnyk, Olha Zemlyak                                    | 3:26.64 |                      |
| 6                 | 1    | ITA Itália         | Maria Benedicta Chigbolu, Maria Enrica Spacca, Ayomide Folorunso, Libania Grenot              | 3:27.05 |                      |
| 7                 | 8    | POL Polônia        | Małgorzata Hołub, Patrycja Wyciszkiewicz, Iga Baumgart, Justyna Święty                        | 3:27.28 |                      |
| 8                 | 2    | AUS Austrália      | Jessica Thornton, Anneliese Rubie, Caitlin Sargent-Jones, Morgan Mitchell                     | 3:27.45 |                      |

Legenda
| Recorde mundial      | Recorde mundial (World record)               |                       | Recorde africano                      | Recorde africano (African) |                                           | Q | Classificado por posição (Qualified) |
| Recorde olímpico     | Recorde olímpico (Olympic record)            | Recorde da América    | Recorde da América (Americas)         | q                          | Classificado por melhor tempo (Qualified) |   |                                      |
| Melhor marca do ano  | Melhor marca do ano (World leading)          | Recorde asiático      | Recorde asiático (Asian)              | DNS                        | Não largou (Did not start)                |   |                                      |
| Recorde nacional     | Recorde nacional (National record)           | Recorde europeu       | Recorde europeu (European)            | DNF                        | Não terminou (Did not finish)             |   |                                      |
| Recorde pessoal      | Recorde pessoal do atleta (Personal best)    | Recorde da Oceania    | Recorde da Oceania (Oceania)          | DSQ / DQ                   | Desclassificado (Disqualified)            |   |                                      |
| Recorde da temporada | Recorde da temporada do atleta (Season best) | Recorde sul-americano | Recorde sul-americano (South America) | NM                         | Sem marca (No mark)                       |   |                                      |